# Korpus Grenadierski

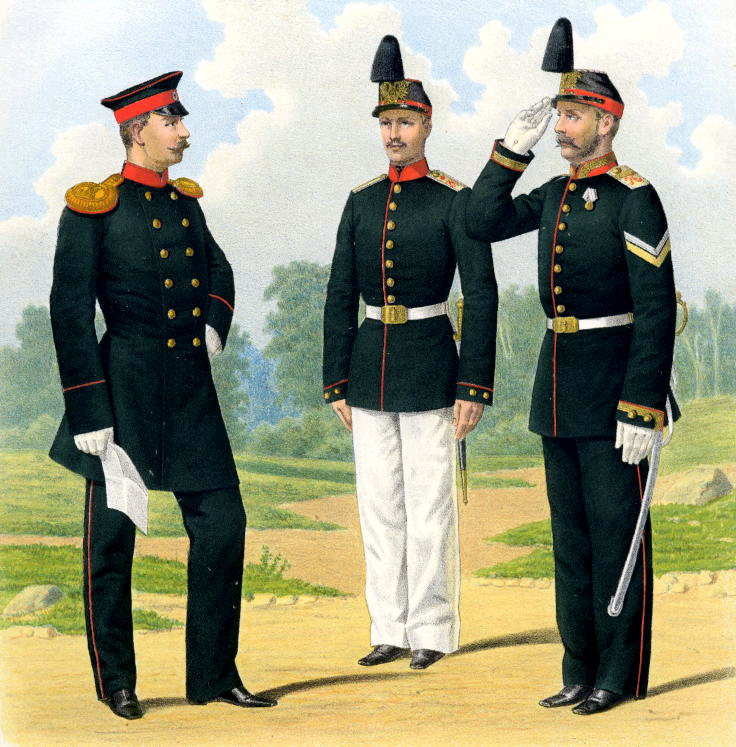
Żołnierze 2. i 3 DGren.

Korpus Grenadierów (ros. Гренадерский корпус) – korpus Armii Imperium Rosyjskiego.
Korpus Grenadierów został sformowany 29 sierpnia 1814. Do rozpoczęcia I wojny światowej w składzie Moskiewskiego Okręgu Wojskowego. Rozformowany na początku 1918.

## Struktura organizacyjna
Organizacja w 1914
- 1 Dywizja Grenadierów,
- 2 Dywizja Grenadierów,
- 1 Dywizja Kawalerii,
- Grenadierski dywizjon haubic,
- Grenadierski batalion saperów,
- Korpuśny oddział lotniczy Grenadierów,

## Podporządkowanie
- 4 Armii (2 sierpnia 1914 – 4 kwietnia 1916 oraz 20 czerwca – 17 lipca 1916)
- 3 Armii (14 kwietnia – 1 czerwca 1916)
- 2 Armii (17 lipca 1916 – grudzień 1917)

## Dowódcy korpusu
- gen. artylerii Józef Iwanowicz Mrozowski(inne języki) (V 1912 – IX 1915)
- gen. piechoty Aleksiej Kuropatkin (IX 1915 – II 1916)
- gen. lejtnant D. P. Parskij (II 1916 – VII 1917)
- gen. lejtnant A. W. Chrostickij (od VII 1917)